# Миллосевич, Элиа
| Открытые астероиды: 2 | Открытые астероиды: 2 |
| --------------------- | --------------------- |
| (303) Жозефина        | 12 февраля 1891       |
| (306) Юнитас          | 1 марта 1891          |

Эли́а Филиппо Франческо Джузеппе Мариа Милло́севич (итал. Elia Filippo Francesco Giuseppe Maria Millosevich, 5 сентября 1848 — 5 декабря 1919) — итальянский астроном и первооткрыватель астероидов, который работал в обсерватории Римского колледжа и специализировался на наблюдении и расчёте орбит комет и астероидов. В течение двух месяцев 1891 года им было обнаружено 2 астероида: (303) Жозефина и (306) Юнитас. Совместно с другим итальянским астрономом Винченцо Черулли он составил звёздный каталог, включающий 1291 звезду.
После окончания школы в 1866 году из-за проблем в семье вынужден был приостановить своё обучение и устроиться на работу в почтовое отделение. Потом поступил в Падуанский университет, где занимался изучением астрономии. В 1872 году он получил место профессора астрономии в морском институте Венеции, который занимал в течение семи лет, проводя свои наблюдения в небольшой пристройке рядом с институтом. В 1879 году директор обсерватории Римского колледжа Пьетро Таккини (итал. Pietro Tacchini) предложил ему должность заместителя директора Центрального Управления метеорологии, в 1891 году он перешёл на должность заместителя директора уже самой обсерватории, а с 1902 года после отставки Пьетро Таккини, стал занимать его пост вплоть до своей смерти в 1919 году. С 1910 года был советником при президенте Итальянского общества спектроскопистов.
Его первые научные работы о прохождении Венеры по диску Солнца в 1874 и 1882 годах была замечена и получила научное признание среди других астрономов, а всего у него было более 450 научных публикаций, в основном по наблюдению за планетами, кометами и астероидами.
За расчёт орбиты астероида (433) Эрос в 1898 и 1904 годах был удостоен премии по астрономии от Национальной академии деи Линчеи, а в 1911 году получил премию Французской академии наук.
В знак признания его заслуг одному из астероидов было присвоено его имя (69961) Миллосевич.